# The Fishing and Hunting Channel
The Fishing and Hunting Channel emitira dokumentarne filmove i serije o ribolovu i lovu. Oko 60% sadržaja je posvećeno ribolovu, a 40% lovu. Program je namijenjen muškoj publici između 19 i 59 godina starosti.

## Vanjske poveznice
- IKO Media  Arhivirana inačica izvorne stranice od 2. srpnja 2019. (Wayback Machine) (mađ.)
- Službene stranice i TV raspored  Arhivirana inačica izvorne stranice od 31. kolovoza 2009. (Wayback Machine) (mađ.)